# Leiostyla concinna
Leiostyla concinna é uma espécie de gastrópode  da família Pupillidae.
É endémica de Portugal.